# Stelian Stancu (fotbalist)
Stelian Stancu (n. 22 septembrie 1981) este un fost fotbalist român care în prezent antrenează echipa de Liga a IV-a Voința Crevedia.
El a debutat la Astra Ploiești, fiind apoi împrumutat la Metalul Plopeni. Anul următor a ajuns la Sportul Studențesc. După retrogradarea echipei s-a transferat la Steaua București.
Între 2007 și 2009 a jucat la FC Timișoara de care s-a despărțit odată cu revenirea la echipa bănățeană a lui Cosmin Contra.
În iarna anului 2010, jucătorul a semnat cu FC Brașov. A evoluat din februarie 2010 până la finalul sezonului la echipa brașoveană.